# Shita-kiri suzume
La Légende du moineau à la langue coupée (舌切り雀, Shita-kiri suzume) est une ancienne fable japonaise, connue dans tout le pays, et interprétée dans le théâtre nô sous la forme d'une danse, La Danse des moineaux.

## La légende
Dans une lointaine contrée vivent un vieil homme, nommé Nasakeji, et sa femme. Tous deux sont bons et honnêtes. Ils possèdent pour toute fortune un moineau apprivoisé, Bidori, qu’ils chérissent.
Un jour, leur voisine, la vilaine Ara-aba, met de la fécule à sécher dans son jardin. Bidori, passant par là, voit la fécule et la mange. Mais la femme surveille son bien et, fort en colère, se saisit de l’oiseau. Puis, pour le punir, elle lui coupe la langue. Gravement blessé, Bidori s’enfuit à tire d’aile dans la forêt toute proche.
L’après-midi, le vieil homme et sa femme, rentrant des champs, sont très surpris de ne pas rencontrer Bidori volant à leur rencontre comme à l'accoutumée. Ils le cherchent partout, sans succès, dans la maison et à l’extérieur de celle-ci. En désespoir de cause, ils questionnent leur voisine Ara-baba. Celle-ci leur raconte l’histoire en ricanant. Fort inquiets, ils partent à la recherche de l’oiseau sillonnant la région par monts et par vaux en appelant « Bidori… Bidori… ».
Finalement, ils trouvent leur compagnon dans la forêt. Heureux de retrouver ses maîtres, le moineau les invite chez lui. Ils sont accueillis fort aimablement par toute la famille. Une table est dressée avec du poisson, des gâteaux et du saké. Après le repas, les enfants exécutent « la danse des moineaux » (suzume odori) en leur honneur.
Les paysans prennent congé de leurs hôtes en fin d’après-midi. Désireux de leur faire un cadeau, Bidori leur présente deux malles et leur demande de choisir laquelle ils emporteront. L’une est grande et semble fort lourde. L’autre est bien plus petite. « Je suis âgé, dit Nasekeji, je choisirai donc la plus petite. Je pourrai ainsi la porter plus aisément. » Après avoir vivement remercié leurs amis pour leur hospitalité, le mari et sa femme prennent le chemin du retour.
Une fois arrivés chez eux, ils ouvrent le panier. À leur grande surprise, ils constatent que celui-ci contient une fortune en or, argent, pierres précieuses et soieries. L'origine de leur fortune est rapidement connue de tout le village.
Apprenant leur aventure, l’envieuse Ara-aba décide de tenter également sa chance. Elle parcourt la forêt appelant à son tour « Bidori… Bidori… ». L’oiseau se montre. Elle lui dit alors combien elle est heureuse de le revoir. Le moineau invite courtoisement la vilaine femme à le suivre chez lui et, au moment de se séparer, lui laisse également le choix entre deux malles. La cupidité d’Ara-aba la conduit à choisir la plus grande et la plus lourde. Puis, avec à peine un mot de remerciement, elle prend congé de ses hôtes, pliée sous le poids de son fardeau.
Sur le chemin du retour, poussée par la curiosité, elle ouvre le panier. À peine le couvercle est-il rabattu que démons, fantômes et serpents se jettent sur elle et la dévorent après lui avoir infligé maintes souffrances.